# Michael Baier (Basketballspieler)
Michael Baier (* 27. November 1980 in Viersen) ist ein ehemaliger deutscher Basketballspieler.

## Werdegang
Baier spielte im Nachwuchsbereich von Bayer Leverkusen. Im November 1998 kam er mit Leverkusen zu einem Kurzeinsatz im europäischen Vereinswettbewerb Korać-Cup, am einzigen Bundesliga-Spiel seiner Laufbahn nahm er Ende Januar 1999 teil. Er ging ans Sierra College nach Rocklin in den US-Bundesstaat Kalifornien und wechselte 2001 nach Köln. Der 2,05 Meter große Flügelspieler gehörte zum erweiterten Aufgebot von RheinEnergy Cologne, als die Mannschaft 2002 deutscher Vizemeister wurde. Baier kam für die Kölner nicht in der Bundesliga zum Einsatz. Spielpraxis sammelte er beim TV SER Rhöndorf in der 2. Basketball-Bundesliga.
In der Saison 2002/03 spielte Baier beim USC Freiburg in der 2. Bundesliga, im Sommer 2003 erfolgte der Wechsel von der Süd- in die Nordgruppe der 2. Bundesliga zu den NVV Lions Mönchengladbach. Er blieb bis 2005 in Mönchengladbach. In Folge einer längeren Basketballpause schloss er sich 2009 TuS Makkabi Frankfurt (2. Regionalliga) an und bestritt bis 2011 Einsätze für die Mannschaft. Beruflich wurde Baier im Bereich Personalberatung tätig.